# 鄧春保
鄧春保（越南语：／，？—1802年）是越南西山朝的一名將領。他官拜都督，故而被稱作都督保（越南语：／）。
鄧春保早年生涯不詳，唯知他是阮惠的密友。他讀書不多，但卻十分忠誠，富有戰術思想，以德服人。他為西山軍高級將領之一，官拜大都督。
1789年，清軍入侵安南，阮惠率軍北上救援。鄧春保率右軍象兵、馬兵為第五隊，走山道出擊西面，由山朗縣出青池縣的大盎村，為右支的接應。阮惠連破文典諸營，清軍殘兵奔至墨塘（今河內市青池縣），陷入泥潭中。鄧春保率部圍攻，將之全部殲滅。
景盛帝阮光纘繼位後，封鄧春保為平東將軍。1802年，舊阮的阮福映對西山朝發起攻擊。鄧春保在清化抵抗，戰敗被俘。送往富春（今順化）途中絕食而死。